# Place Champlain
Pour l’article homonyme, voir Champlain.
La Place Champlain est desservie par les lignes , , , , , , , ,  et  de Codiac.
La Place Champlain (Champlain Place en anglais) est un centre commercial situé à Dieppe, au Nouveau-Brunswick. Il compte plus de 160 magasins et est de ce fait le plus grand de la province. Il est nommé en l'honneur de Samuel de Champlain.